# Малий Лудошур
Малий Лудошу́р (рос. Малый Лудошур) — присілок в Глазовському районі Удмуртії, Росія.

## Населення
Населення — 180 осіб (2010; 177 в 2002).
Національний склад станом на 2002 рік:
- удмурти — 81 %

## Урбаноніми[3]
- вулиці — Космонавтів, Набережна, Радянська